# Verenahof
Verenahof (eller Büttenharter Hof) er et 43 ha stort landområde med tre beboelsesejendomme, der indtil 1967 var en tysk eksklave i Schweiz beliggende 200-300 meter syd for den tyske grænse
Området hørte oprindeligt til Graftschaft Tengen, der senere mistede rettighederne over området til Baden. 
Efter 2. verdenskrig flygtede en mindre gruppe SS-soldater til området, i håb om at undgå retsforfølgelse, hvilket ikke lykkedes. 
4. oktober 1967 blev området givet til Schweiz og Verenahof er i dag en del af landsbyen Büttenhardt.